# Pyrenophora lolii
Pyrenophora lolii är en svampart som beskrevs av Dovaston 1948. Pyrenophora lolii ingår i släktet Pyrenophora och familjen Pleosporaceae.   Inga underarter finns listade i Catalogue of Life.